# Credo quia absurdum
 La locuzione latina Credo quia absurdum, tradotta letteralmente, significa "credo perché è assurdo". La frase è stata attribuita a Tertulliano, apologeta del II secolo, modificando ed estrapolando al di fuori del suo contesto quanto scritto dallo stesso Tertulliano nel De Carne Christi. In altre parole Tertulliano, polemizzando contro i docetisti, sta dicendo che gli evangelisti non avrebbero avuto il coraggio di affermare una cosa inverosimile, come la risurrezione di Cristo, se non l'avessero constatata con i propri occhi. È facile riscontrare in Tertulliano un predecessore di Kierkegaard, che in Timore e tremore (1843) sostenne che la fede fosse un paradosso, uno scandalo.

## In letteratura
La locuzione latina viene evocata da Nietzsche come sinonimo e bandiera del più violento fanatismo.